# Fougerolles (Indre)
Fougerolles és un municipi francès, situat al departament de l'Indre i a la regió de Centre – Vall del Loira. L'any 2007 tenia 320 habitants.

## Demografia

### Població
El 2007 la població de fet de Fougerolles era de 320 persones. Hi havia 131 famílies, de les quals 41 eren unipersonals (29 homes vivint sols i 12 dones vivint soles), 29 parelles sense fills, 53 parelles amb fills i 8 famílies monoparentals amb fills.
La població ha evolucionat segons el següent gràfic:
Habitants censats

### Habitatges
El 2007 hi havia 188 habitatges, 133 eren l'habitatge principal de la família, 25 eren segones residències i 31 estaven desocupats. 184 eren cases i 4 eren apartaments. Dels 133 habitatges principals, 114 estaven ocupats pels seus propietaris, 17 estaven llogats i ocupats pels llogaters i 2 estaven cedits a títol gratuït; 4 tenien una cambra, 11 en tenien dues, 25 en tenien tres, 36 en tenien quatre i 57 en tenien cinc o més. 122 habitatges disposaven pel capbaix d'una plaça de pàrquing. A 41 habitatges hi havia un automòbil i a 78 n'hi havia dos o més.

### Piràmide de població
La piràmide de població per edats i sexe el 2009 era:
| Homes | Edats   | Dones |
| ----- | ------- | ----- |
| 0     | 95 o +  | 0     |
| 0     | 90 a 94 | 0     |
| 4     | 85 a 89 | 4     |
| 4     | 80 a 84 | 4     |
| 4     | 75 a 79 | 16    |
| 20    | 70 a 74 | 12    |
| 0     | 65 a 69 | 8     |
| 8     | 60 a 64 | 0     |
| 0     | 55 a 59 | 8     |
| 16    | 50 a 54 | 16    |
| 8     | 45 a 49 | 8     |
| 12    | 40 a 44 | 4     |
| 12    | 35 a 39 | 16    |
| 8     | 30 a 34 | 0     |
| 20    | 25 a 29 | 8     |
| 8     | 20 a 24 | 8     |
| 8     | 15 a 19 | 4     |
| 12    | 10 a 14 | 16    |
| 4     | 5 a 9   | 12    |
| 12    | 0 a 4   | 4     |

## Economia
El 2007 la població en edat de treballar era de 193 persones, 153 eren actives i 40 eren inactives. De les 153 persones actives 136 estaven ocupades (76 homes i 60 dones) i 16 estaven aturades (11 homes i 5 dones). De les 40 persones inactives 19 estaven jubilades, 9 estaven estudiant i 12 estaven classificades com a «altres inactius».

### Ingressos
El 2009 a Fougerolles hi havia 137 unitats fiscals que integraven 332 persones, la mediana anual d'ingressos fiscals per persona era de 14.916,5 €.

### Activitats econòmiques
Dels 11 establiments que hi havia el 2007, 1 era d'una empresa de construcció, 3 d'empreses de comerç i reparació d'automòbils, 1 d'una empresa de transport, 2 d'empreses d'hostatgeria i restauració, 2 d'empreses de serveis i 2 d'empreses classificades com a «altres activitats de serveis».
Dels 2 establiments de servei als particulars que hi havia el 2009, 1 era una perruqueria i 1 restaurant.
L'únic establiment comercial que hi havia el 2009 era una floristeria.
L'any 2000 a Fougerolles hi havia 29 explotacions agrícoles que ocupaven un total de 1.632 hectàrees.

## Poblacions més properes
El següent diagrama mostra les poblacions més properes.